# Je me soulève
 (mars 2022).
 (mars 2022).
La mise en forme du texte ne suit pas les recommandations de Wikipédia : il faut le « wikifier ».
Les points d'amélioration suivants sont les cas les plus fréquents :
- Les titres sont pré-formatés par le logiciel. Ils ne sont ni en capitales, ni en gras.
- Le texte ne doit pas être écrit en capitales (les noms de famille non plus), ni en gras, ni en italique, ni en « petit »…
- Le gras n'est utilisé que pour surligner le titre de l'article dans l'introduction, une seule fois.
- L'italique est rarement utilisé : mots en langue étrangère, titres d'œuvres, noms de bateaux, etc.
- Les citations ne sont pas en italique mais en corps de texte normal. Elles sont entourées par des guillemets français : « et ».
- Les listes à puces sont à éviter, des paragraphes rédigés étant largement préférés. Les tableaux sont à réserver à la présentation de données structurées (résultats, etc.).
- Les appels de note de bas de page (petits chiffres en exposant, introduits par l'outil «  Source ») sont à placer entre la fin de phrase et le point final[comme ça].
- Les liens internes (vers d'autres articles de Wikipédia) sont à choisir avec parcimonie. Créez des liens vers des articles approfondissant le sujet. Les termes génériques sans rapport avec le sujet sont à éviter, ainsi que les répétitions de liens vers un même terme.
- Les liens externes sont à placer uniquement dans une section « Liens externes », à la fin de l'article. Ces liens sont à choisir avec parcimonie suivant les règles définies. Si un lien sert de source à l'article, son insertion dans le texte est à faire par les notes de bas de page.
- La présentation des références doit suivre les conventions bibliographiques. Il est recommandé d'utiliser les modèles {{Ouvrage}}, {{Chapitre}}, {{Article}}, {{Lien web}} et/ou {{Bibliographie}}. Le mode d'édition visuel peut mettre en forme automatiquement les références.
- Insérer une infobox (cadre d'informations à droite) n'est pas obligatoire pour parachever la mise en page.

Pour une aide détaillée, merci de consulter Aide:Wikification.
Si vous pensez que ces points ont été résolus, vous pouvez retirer ce bandeau et améliorer la mise en forme d'un autre article.
Pour plus de détails, voir Fiche technique et Distribution.
Je me soulève est un long métrage documentaire québécois réalisé par Hugo Latulippe, sorti en mars 2022.

## Synopsis
Un groupe de jeunes interprètes monte un spectacle en utilisant les mots de poètes québécois contemporains pour saisir l'air du temps.

## Fiche technique
- Titre original : Je me soulève
- Réalisation : Hugo Latulippe
- Scénario : Hugo Latulippe et Stéphanie Robert
- Musique : Mykalle Bielinski et Josué Beaucage
- Montage : Jocelyn Langlois
- Montage, conception et mixage sonore : Jonathan Seaborn
- Production : Carine Mineur-Bourget et Nicolas Léger
- Société de production : Ciné-Scène
- Société de distribution : SPIRA
- Pays de production :  Canada
- Langue originale : français
- Format : couleur
- Genre : documentaire
- Durée : 88 minutes
- Dates de sortie : 15 mars 2022 à Montréal

## Distribution
- Véronique Côté
- Gabrielle Côté
- Ariel Charest
- Catherine Dorion
- Sarah Montpetit
- Anne-Marie Olivier
- Marc-Antoine Marceau
- Ania Luczak-Leblanc
- Jean-Philippe Côté
- Mykalle Bielinski
- Alexandrine Warren
- Gabrielle Ferron
- Olivier Arteau
- Mélissa Merlo
- Josué Beaucage
- Gabriel Fournier
- Marjorie Audet
- Olivier Normand
- Elkahna Talbi
- Leila Donabelle-Kaze
- Maxime Beauregard-Martin
- Sarah Villeneuve-Desjardins

## Sélections et récompenses
Le film est présenté en première mondiale en mars 2022 au 40e Festival international du film sur l'art, pour l'ouverture du festival montréalais,.